# OMV
OMV (от първоначалното Österreichische Mineralölverwaltung AG, ÖMV, преобладаващ изговор в България: „о ем ви“, в централна и източна Европа: „о ем фау“) е най-големият производител на нефтопродукти и дистрибутор на горива в Австрия. Компанията е основана през 1956 г. и първоначално е държавна собственост. Днес държавната компания OIAG притежава 31,5% от акциите на OMV, а 50,9% се търгуват свободно.
През 1960 г. започва работа петролната рафинерия в Швехат, близо до Виена, а през 1985 г. OMV започва проучвания за добив на нефт в Либия.
През 1990 г. е открита първата бензиностанция с марката на OMV. Оттогава компанията се превръща в един от водещите дистрибутори на горива както в Австрия, така и в цяла Югоизточна Европа, включително България. Освен бензиностанциите с марката OMV, компанията притежава и веригата Petrom в Румъния, както и дялове в унгарската MOL.

## Дейност
Компанията прави проучвания и добива нефтепродукти (към 2010 г.) в 17 страни (от Централна Европа, Северна Африка, Близкия изток, Каспийски регион, Австралия, Нова Зеландия). Дневният добив на OMV е 317 000 барела нефтен еквивалент. На OMV принадлежат газопроводи с обща дължина 2000 km, компанията продава годишно около 40 млрд. m3 газ. Запасите на компанията възлизат (заедно с тези на румънската Petrom) на 1,21 млрд. барела нефтен еквивалент.
През 2012 г. OMV e добила 800 000 тона нефт и 1,3 млрд. m3 природен газ.